# Деннет, Дэниел
Дэ́ниел Клеме́нт Де́ннет (англ. Daniel Clement Dennett; 28 марта 1942, Бостон, Массачусетс, США — 19 апреля 2024, Портленд, Мэн, США) — американский философ и когнитивист, исследователь в области философии сознания, философии науки и философии биологии. Профессор философии и содиректор Центра когнитивных исследований Университета Тафтса. Деннет был заметным критиком религии и членом движения Brights. Деннета называют одним из «Четырёх всадников Нового атеизма», вместе с Ричардом Докинзом, Сэмом Харрисом и Кристофером Хитченсом.

## Биография
Родился в семье историка. Получил степень по философии в 1963 году в Гарварде. Затем отправился в Оксфордский университет к Гилберту Райлу, под чьим руководством получил степень доктора философии. Работал в Калифорнийском университете, с 1971 года преподавал в Университете Тафтса. Также вёл курсы в Гарварде, Питтсбурге, Оксфорде и парижской Высшей нормальной школе.
В 2004 году Американская гуманистическая ассоциация присвоила ему звание гуманиста года.
Лауреат Премии Эразма 2012 года.
В июне 2012 года Дэниел Деннет посетил Москву и выступил с лекцией на философском факультете МГУ.
Умер 19 апреля 2024 года в возрасте 82 лет.

## Философские взгляды
Деннет придерживается компатибилистских взглядов на свободу воли, при этом он предлагает двухступенчатую модель принятия решений в противовес либертарианским взглядам.
Деннет отмечает, что его философская позиция в основе своей мало изменилась со времён Оксфорда. Основной проблемой он считает предоставление такой философии сознания, которая имела бы основу в эмпирических исследованиях. В своей изначальной диссертации «Содержание и сознание» он разделяет проблему объяснения разума на необходимость в теории содержания и теории сознания. Позднее он выпустил сборник эссе на тему теории содержания («The Intentional Stance») и представил свои взгляды на сознание в «Объяснённом сознании».
В «Объяснённом сознании» заметен интерес Деннета к возможности объяснить некоторые особенности сознания на основе эволюционных процессов, что впоследствии стало заметной частью его работ. Он также представляет аргументы против существования квалиа, при этом отмечая, что эта концепция настолько запутана, что не может быть понята в какой-либо непротиворечивой форме и поэтому не может служить опровержением физикализма.
Значительная часть работ Деннета с 1990-х годов посвящена рассмотрению его ранних идей с точки зрения эволюции — «Freedom Evolves» является попыткой объяснить, как свобода воли может сочетаться с натуралистической позицией, а «Breaking the Spell» 2006 года исследует возможные причины возникновения религиозной приверженности.

## Теория сознания
Дэниел Деннетт с конца 60-х годов XX столетия развивает теорию сознания, известную как модель множественных проектов. Она сочетает в себе подходы, связанные с элиминативным материализмом, бихевиоризмом и функционализмом. Деннетт считает, что вся наука, включая науку о сознании, базируется на объективных суждениях и эмпирических данных, которые не зависят от наблюдателя. Он является сторонником когнитивной нейронауки и отрицает методологию, основанную на интроспекции.
Для изучения сознания Деннетт предложил собственную методологию, названную им гетерофеноменологией. Данная методология противопоставляется аутофеноменологии (наблюдению за своими осознаваемыми переживаниями посредством интроспекции) и предполагает ведение исследователем наблюдения за субъективными переживаниями с точки зрения третьего лица с использованием словесных и письменных нарративов (рассказов), созданных испытуемым. По мнению Деннетта, исследователям не следует относиться к этим нарративам как к внутренним переживаниям и качествам, представленным сидящему в мозге гомункулусу. Эту позицию он иронично назвал «картезианским театром».
Деннетт отрицает существование внутреннего «Я», видимость которого возникает в результате некритического восприятия создаваемых людьми нарративов. При этом Деннетт не призывает к полному исключению концепции сознания из науки, а считает достаточным лишь устранение из неё понятий «квалиа» и «феноменальное сознание». Он полагает, что сознание состоит из множества информационных потоков, которые конкурируют между собой за доступ к мозгу, добиваются «политического контроля» в нём и таким образом управляют человеческим поведением. Объяснение человеческого сознания, предложенное Деннетом, не имеет никаких принципиальных отличий от объяснения поведения сложного робота, управляемого заложенными в него программами[уточнить].
Теория сознания Деннетта получила широкую известность, однако не была поддержана многими философами, хотя и завоевала некоторое количество приверженцев среди эмпирических исследователей сознания. Напротив, она подверглась обширной жёсткой критике. Так, его знаменитая книга «Объяснённое сознание» была иронично названа критически настроенными исследователями[кем?] «Сознание, уничтоженное объяснением» («Consciousness Explained Away»). Как отмечает Антти Ревонсуо, главная проблема теории Деннетта заключается в чрезмерно упрощённом подходе к сознанию, игнорирующем те его аспекты, которые являются наиболее загадочными и нуждающимися в объяснении. Поэтому, по мнению Ревонсуо, крайне маловероятно, что предложенный Деннеттом подход будет когда-нибудь использован учёными и философами в качестве основы для преодоления разногласий между ними относительно природы сознания и методов его изучения.
Больше всего претензий у критиков вызвало упразднение Деннетом квалиа. По мнению Н. С. Юдиной, часть критиков полагает, что если исключить из его теории компьютерные аналогии, то она ничем не будет отличаться от ушедшего в прошлое бихевиоризма.

## Роль в эволюционных диспутах
Деннет рассматривает естественный отбор как алгоритмический процесс, хотя и признаёт, что даже простые алгоритмы могут иметь большую долю случайности. Эта позиция находится в конфликте, например, с эволюционной философией Стивена Джея Гулда, который делал акцент на плюрализме эволюции, где естественный отбор является лишь одним из множества факторов и процессов.
Взгляд Деннета на эволюцию можно рассматривать как строгий адаптационизм, в одном ряду с его теорией интенциональной установки и эволюционными взглядами биолога Ричарда Докинза. Деннет проявил даже большую чем Докинз склонность к защите адаптационизма в публикациях, посвятив целую главу книги «Опасная идея Дарвина» критике идей Гулда, что явилось реакцией на спор Гулда с Эдвардом Уилсоном и другими эволюционными биологами на тему социобиологии и её ответвления эволюционной психологии, против которой выступали Гулд и Левонтин и которую Деннет вместе с Докинзом и Стивеном Пинкером защищал. Это породило серьёзное разногласие во мнениях между Деннетом и Гулдом и их сторонниками. Сторонники позиции Гулда утверждали, что Деннет искажает позицию Гулда, а Гулд описывал позицию Деннета как «дарвиновский фундаментализм».

## Концепция «веры в веру»
Деннет заметил: когда трудно верить в X, намного легче верить в то, что ты обязан верить в X. Он назвал это «верой в веру».
«Вера в веру» — одно из ключевых понятий книги «Breaking the Spell», которому автор уделяет особо пристальное внимание. Многовековая эволюция религиозных представлений в умах людей привела к тому, что многие религиозные адепты на самом деле верят не в первоначальный объект веры, то есть в бога, а скорее в саму религию как совокупность догматов и ритуалов. Такие люди остаются глухи к аргументации не потому, что их вера или любовь к богу сильна, а потому, что они уже давно переложили обязанности по пониманию религии на плечи священнослужителей и отказались от её анализа вовсе.
По мнению Деннета, фундаментальная непознаваемость Бога — это центральное положение веры, и религиозные утверждения систематически оказываются трудными для понимания. И хотя мы можем положиться на священнослужителей, когда они советуют, какими словами лучше выразить свою веру, они настаивают на том, что их компетентности недостаточно, чтобы доказать — даже друг другу, — что они знают, о чём говорят. Эти вещи одинаково загадочны для всех — как для священнослужителей, так и для мирян. Почему все воспринимают это как должное? Для Деннета ответ прост: вера в веру.
Многие люди верят в Бога. Многие люди верят в веру в Бога. В чём разница? Люди, которые верят в Бога, уверены в том, что он существует, и счастливы, потому что Бог – самое чудесное из всего, что у них есть. Люди, которые помимо этого верят в веру в Бога, уверены в том, что вера в Бога существует (кто-то сомневался?), и считают, что это хорошо и веру нужно активно поощрять и насаждать везде, где только возможно: ах если бы вера в Бога была более распространена! Человек должен верить в Бога. Человек должен стремиться верить в Бога. Человек должен беспокоиться, оправдываться, чувствовать неудовлетворённость и даже вину, если вдруг поймёт, что не верит в Бога. Это неправильно, но иногда случается.
Вполне возможно одновременно быть атеистом и верить в веру в Бога. Такой человек сам по себе не является верующим, но тем не менее думает, что вера в Бога – это замечательное психологическое состояние, к которому нужно стремиться. Люди, которые верят в веру в Бога, пытаются привлечь других к вере и, если понимают, что их собственная вера ослабевает, делают всё возможное, чтобы её вернуть.
Редко, но иногда всё же встречаются люди, которые верят и одновременно сожалеют об этом. Они не верят в собственную веру! Если бы я вдруг понял, что верю в полтергейст или Лох-несское чудовище, то, пожалуй, расстроился бы…
Оригинальный текст (англ.)Many people believe in God. Many people believe in belief in God.
What’s the difference? People who believe in God are sure that God
exists, and they are glad, because they hold God to be the most
wonderful of all things. People who moreover believe in belief in God
are sure that belief in God exists (and who could doubt that?), and they
think that this is a good state of affairs, something to be strongly
encouraged and fostered wherever possible: If only belief in God were
more widespread! One ought to believe in God. One ought to strive to
believe in God. One should be uneasy, apologetic, unfulfilled, one
should even feel guilty, if one finds that one just doesn’t believe in God.
It’s a failing, but it happens.
It is entirely possible to be an atheist and believe in belief in God.
Such a person doesn’t believe in God but nevertheless thinks that
believing in God would be a wonderful state of mind to be in, if only
that could be arranged. People who believe in belief in God try to get
others to believe in God and, whenever they find their own belief in
God flagging, do whatever they can to restore it.
It is rare but possible for people to believe in something while
regretting their belief in it. They don’t believe in their own belief! (If I
found that I believed in poltergeists or the Loch Ness Monster, I’d be,
well, embarrassed…
Дэниел Деннет

## Работы Д. Деннета
- Brainstorms: Philosophical Essays on Mind and Psychology (MIT Press 1981) (ISBN 0-262-54037-1)
- Elbow Room: The Varieties of Free Will Worth Wanting (MIT Press 1984) — о свободе воли и детерминизме (ISBN 0-262-04077-8)
- The Mind’s I (Bantam, Reissue edition 1985) в соавторстве с Д. Хофштадтером ISBN 0-553-34584-2
- Content and Consciousness (Routledge & Kegan Paul Books Ltd; 2nd ed edition January 1986) (ISBN 0-7102-0846-4)
- The Intentional Stance (MIT Press; reprint edition 1989) (ISBN 0-262-54053-3)
- Consciousness Explained (Back Bay Books 1992) (ISBN 0-316-18066-1)
- Darwin’s Dangerous Idea: Evolution and the Meanings of Life (Simon & Schuster; Reprint edition 1996) (ISBN 0-684-82471-X)
- Kinds of Minds: Towards an Understanding of Consciousness (Basic Books 1997) (ISBN 0-465-07351-4)
- Brainchildren: Essays on Designing Minds (Representation and Mind) (MIT Press 1998) (ISBN 0-262-04166-9) — Сборник статей 1984—1996
- Freedom Evolves (Viking Press 2003) (ISBN 0-670-03186-0)
- Sweet Dreams: Philosophical Obstacles to a Science of Consciousness (Jean Nicod Lectures) (Bradford Books 2005) (ISBN 0-262-04225-8)
- Breaking the Spell: Religion as a Natural Phenomenon (Penguin Group 2006) (ISBN 0-670-03472-X)
- Dove nascono le idee, Di Renzo Editore, 2006, Italy
- Neuroscience and Philosophy: Brain, Mind, and Language (Columbia University Press 2007) (ISBN 978-0-231-14044-7) в соавторстве с Maxwell Bennett, Peter Hacker и Дж. Сёрлом
- Science and Religion (Oxford University Press 2010) (ISBN 0-19-973842-4) в соавторстве с Алвином Плантингой
- Intuition Pumps And Other Tools for Thinking (W. W. Norton & Company 2013) (ISBN 978-0-393-08206-7)
- From Bacteria to Bach and Back: The Evolution of Minds (W. W. Norton & Company 2017) (ISBN 978-0-393-24207-2)

## Переводы работ Д. Деннета на русский язык

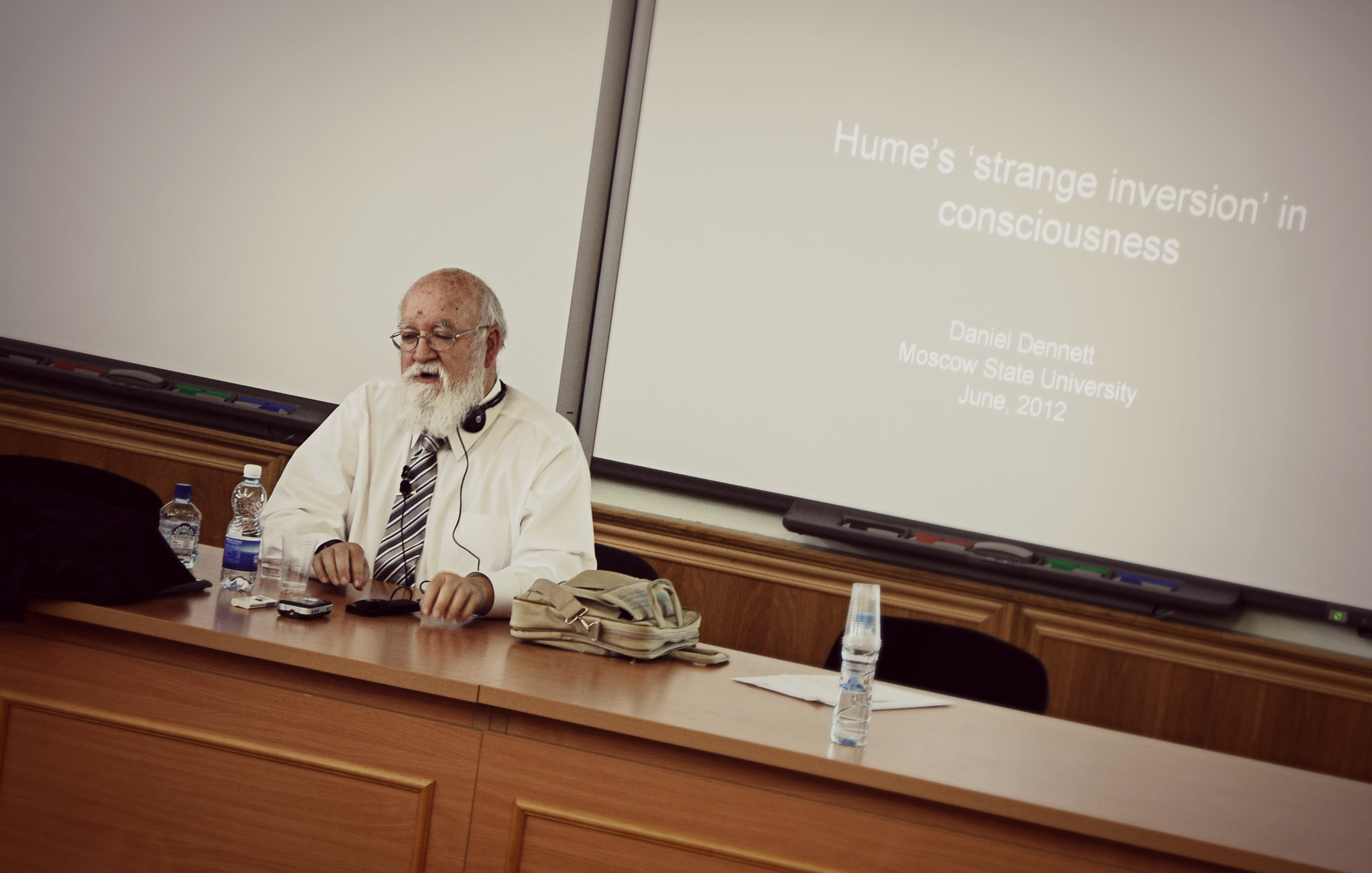
Д. Деннет на философском факультете МГУ им. Ломоносова (2012)

#### Монографии
- Хофштадер Д., Деннет Д. Глаз разума. — Самара: Бахрах-М., 2003. — 432 с. — ISBN 5-94648-023-5.
- Деннет Д. Виды психики: на пути к пониманию сознания / пер. с англ. А. Веретенникова; под общ. ред. Л. Б. Макеевой. — М.: Идея-Пресс, 2004. — 184 с. ([yanko.lib.ru/books/philosoph/dennett_daniel=an_understanding_of_consciousness=ru=ann.htm фрагменты], рецензия)
- Деннет Д. Сладкие грезы. Чем философия мешает науке о сознании / URSS, 2017. — 304 с. — ISBN 978-5-9710-3776-7.
- Деннет Д. Насосы интуиции и другие инструменты мышления / пер. З. Мамедьяров, Е. Фоменко // Corpus, 2019. — 576 c. — ISBN 978-5-17-112947-7.
- Деннет Д. Опасная идея Дарвина. Эволюция и смысл жизни / пер. с англ. М. Семиколенных. — М.: Новое литературное обозрение, 2020. — 784 с. — ISBN 978-5-4448-1243-3.
- Деннет Д. Разум: от начала до конца. Новый взгляд на эволюцию сознания от ведущего мыслителя современности / пер. М. С. Соколова. М. : Бомбора, 2021. — 528 с. — ISBN 978-5-04-157344-7.

#### Статьи
- Деннет Д. Онтологическая проблема сознания / пер. с англ. А. Л. Блинова // Аналитическая философия: Становление и развитие (онтология) / сост. А. Ф. Грязнов. — М.: ДИК «Прогресс-Традиция», 1998. — С. 361—375.
- Деннет Д. Условия личностного / пер. Н. С. Юлиной // История философии. — М., 2000. — № 5.
- Деннет Д. Фон языка в мышлении // Когнитивные исследования в языковедении и зарубежной психологии. Хрестоматия. — Барнаул, 2001.
- Деннет Д. Постмодернизм и истина. Почему нам важно понимать это правильно // Вопросы философии. — 2001. — № 8.
- Деннет Д. Почему каждый из нас является новеллистом // Вопросы философии. — 2003. — № 2.
- Деннетт Д. Условия присутствия личности // Логос. — 2003. — № 2. — С.135-153.
- Деннет Д. Как исследовать человеческое сознание эмпирически / пер. с англ. Н. С. Юлиной // История философии. — М.: ИФ РАН, 2005. — Вып. 12.